# Euconocercus
Euconocercus is een geslacht van rechtvleugeligen uit de familie sabelsprinkhanen (Tettigoniidae). De wetenschappelijke naam van dit geslacht is voor het eerst geldig gepubliceerd in 1950 door Bey-Bienko.

## Soorten
Het geslacht Euconocercus omvat de volgende soorten:
- Euconocercus caucasicus Bey-Bienko, 1950
- Euconocercus iris Bey-Bienko, 1950